# Anomalocardia flexuosa
Anomalocardia flexuosa је врста слановодних морских шкољки рода Anomalocardia из породице Veneridae.

## Распрострањење
Anomalocardia flexuosa је честа шкољкљ у плитким, ниска енергетска лучним условима Запада Атлантика. Она се креће од Кариба до Уругваја и представља важну ставку хране за приморских заједница које живе дуж бразилске обале.

## Станиште
Станиште врсте је море, подручја са сланом водом.

## Синоними
- Anomalocardia brasiliana (Gmelin, 1791)
- Anomalocardia rugosa Schumacher, 1817
- Cryptogramma flexuosa (Linnaeus, 1767)
- Cytherea flexuosa Lamarck, 1818
- Cytherea lunularis Lamarck, 1818
- Venus brasiliana Gmelin, 1791
- Venus flexuosa Linnaeus, 1767
- Venus punctifera G. B. Sowerby II, 1853